# Evenimentul de la Cando
Incidentul de la Cando, Spania din 1994 sau Evenimentul Cando a fost o explozie care a avut loc în satul Cando, Galicia, Spania în dimineața zilei de 18 ianuarie 1994. Nu au existat victime raportate în acest incident care a fost descris ca fiind similar cu evenimentul de la Tunguska.
Martorii susțin că au văzut o minge de foc pe cer timp de aproape un minut. Posibilul loc unde a avut loc explozia a fost stabilit după ce un localnic desemnat de Universitatea din Santiago de Compostela a raporta că a descoperit o groapă necunoscută într-un deal din apropierea satului. Mai mult de 200 m³ de pământ lipseau, iar copacii au fost găsiți mutați la 100 de metri depărtare de deal .
Opiniile sunt împărțite cu privire la cauzele exploziei. Zdeněk Ceplecha de la Observatorul din Ondřejov din Republica Cehă consideră că incidentul ar fi fost o explozie provocată de gazele subterane care au eliminat stratul de sol într-o explozie bruscă, ventilându-l în aer. Acțiunea convectivă a unui astfel de nor fluid  în creștere ar genera o separare a sarcinii electrice suficientă pentru a aprinde gazele, ducând la observații asemănătoare bolizilor. Aceeași explicație a fost recent pusă în discuție despre evenimentul de la Tunguska pentru a combate teoria învechită a meteoritului. Localnicii, însă, susțin că a fost un meteorit, afirmând că au observat un obiect "de mărimea Lunii pline" pe cerul regiunii spaniole Galicia. Misterul acestui incident a alimentat numeroase teorii ale conspirației, unele afirmând că sunt operațiuni militare secrete sau "activități extraterestre".